# (14041) Dürrenmatt
(14041) Durrenmatt, désignation internationale (14041) Dürrenmatt, est un astéroïde de la ceinture principale.

## Description
(14041) Durrenmatt est un astéroïde de la ceinture principale. Il fut découvert le 21 septembre 1995 à Tautenburg par Freimut Börngen. Il présente une orbite caractérisée par un demi-grand axe de 2,29 UA, une excentricité de 0,18 et une inclinaison de 3,4° par rapport à l'écliptique.

## Compléments